# 單色毛鼻鯰
單色毛鼻鯰為輻鰭魚綱鯰形目毛鼻鯰科的其中一種。分布於南美洲哥倫比亞聖胡安河流域，體長可達8.5公分。其种加词unicolor意为“单色的”。